# Hannelore Bernhardt
Pour les articles homonymes, voir Bernhardt.
Hannelore Bernhardt, née le 20 juillet 1935 à Pethau et morte le 25 décembre 2023 à Berlin, est une historienne des mathématiques et des sciences allemande. 

## Biographie
Roswitha Hannelore Bernhardt, née Kärgel à Pethau (de), alors en Allemagne de l'Est, fait ses études secondaires à Zittau, puis travaille pendant deux ans en tant qu'observatrice dans différentes stations du Service météorologique et hydrologique de la RDA après avoir obtenu son abitur. Elle étudie les mathématiques à l'université Karl Marx de Leipzig (KMU) de 1956 à 1961, dont elle est diplômée avec une recherche sur les équations de Kolmogorov pour les processus stochastiques continus, puis elle soutient en 1966 une thèse sur la relation entre calcul des probabilités et physique dans la seconde moitié du XIXe et le début du XXe siècle, sous la direction conjointe de Herbert Beckert (de) et Gerhard Harig. Elle travaille à l'Institut Karl Sudhoff en tant qu'assistante et assistante principale jusqu'en 1970. 
Son mari, le météorologue Karl-Heinz Bernhardt (de) est nommé professeur à l'université Humboldt de Berlin (HUB) et la famille s'installe dans cette ville 1970. 
Hannelore Bernhardt travaille d'abord pendant trois ans au sein du vice-rectorat des prévisions et du développement scientifique au HUB, avant de rejoindre en 1973 la section Théorie scientifique et Organisation (OMC), où elle fond le département d'histoire des sciences. 
À partir de 1975, Bernhardt donne des conférences sur l'histoire des mathématiques à la section mathématiques et à la section OMC et dans le cadre de la formation des enseignants dans les cabinets de district de Berlin, Angermünde, Francfort sur l'Oder et pour la société des étudiants en mathématiques. En 1979, elle obtient une Facultas Docendi, qualification en histoire des sciences et des mathématiques. 
Avec sa nomination en tant que membre du groupe de travail « Université et histoire universitaire » à l'Institut central de l'enseignement supérieur, le groupe de travail pour l'élaboration d'un thésaurus du ministère de l'Enseignement supérieur et de l'Enseignement technique et en tant que membre du Bureau de la Section de mathématiques du Présidium de la société savante Urania (de). 
En 1987, elle a fondé et dirigé la « Série de colloques d'histoire universitaire» au HUB, et en 1985 a organisé et organisé des conférences dans la section «Histoire des mathématiques » de la Société mathématique est-allemande (de) et en 1991 avec l'Association allemande des mathématiciens ; elle est d'ailleurs membre de ces sociétés savantes depuis 1962 et 1991, respectivement. 
Son travail de recherche aboutit à l'obtention d'un doctorat B (équivalent à l'habilitation) en 1984 avec pour sujet « Richard von Mises et sa contribution à la fondation du calcul de probabilité au XXe siècle ». 
En 1985, elle est nommée professeure d'université au HUB en histoire des sciences et des mathématiques. Elle est nommée à la tête du « Centre de recherche universitaire sur l'histoire » en tant que groupe de travail à la section de l'OMC. Parallèlement à la fermeture de la section en 1990-1991, elle a également dû cesser ses travaux. Cela a également mis fin à la publication de la série « Beiträge zur Geschichte der Humboldt-Universität zu Berlin » (« Contributions à l'histoire de l'Université Humboldt de Berlin »). 
Dans les années qui suivent sa retraite académique, Hannelore Bernhardt poursuit ses activités par des conférences et des publications, dans le cadre d'un poste ABM, d'un contrat de travail en tant qu'employée d'un projet DFG avec l'université d'Osnabrück ou en tant que chômeur et pensionné. Elle est membre de la commission d'enquête alternative « Histoire contemporaine allemande », plus tard de l'Alternative Berlin History Forum (où elle est la seconde conférencière) de 1993 à 2013 et elle est membre du groupe de soutien de la Fondation des amis de la Société Leibniz des sciences de Berlin depuis 2004.

## Prix et distinctions
- De 1962 à 1990 : membre de la Société mathématique est-allemande (de) et depuis 1991 membre de l'Association des Mathématiciens Allemands
- De 1993 à 2013 : membre de la Commission d'enquête alternative « Histoire contemporaine allemande » et du Forum alternatif d'histoire de Berlin (2e président)
- Depuis 2004 : membre du groupe de soutien des Amis de la Société des sciences Leibniz à Berlin
- 1983 : Insigne d'honneur en or de l'Association sportive universitaire de l'Université Humboldt de Berlin
- 1985 : Badge d'honneur en argent de l'Association allemande de gymnastique et de sport (en) (DTSB)
- 1989 : Insigne d'honneur en bronze du Présidium d'Urania Berlin
- 2002 : Insigne d'honneur en or du SG Empor Brandenburger Tor 1952.

## Publications récentes
Les domaines de travail d'Hannelore Bernhardt comprennent l'histoire des mathématiques et de la physique, l'histoire des institutions et la biographie scientifique. Elle a publié 22 numéros dans la série « Beiträge zur Geschichte der Humboldt-Universität zu Berlin ». 
- Die Humboldt-Universität Unter den Linden 1945 – 1990. In: Zeitzeugen – Einblicke – Analysen, p. 59–105. Leipziger Universitätsverlag 2010.
- Robert Havemann (1910 – 1982) und die Deutsche Akademie der Wissenschaften. (zusammen  mit Karl-Heinz Bernhardt), Sitzungsberichte der Leibniz-Sozietät der Wissenschaften zu Berlin, vol 109, p. 157–160. trafo Wissenschaftsverlag Dr Wolfgang Weist, Berlin 2011.
- Streiflichter aus 200 Jahren Berliner Humboldt-Universität. Helle Panke, Berlin 2012.
- Zur Geschichte der Mathematischen Gesellschaft der DDR und insbesondere ihrer Fachsektion Geschichte der Mathematik. Mathematik und Anwendungen, Forum 14, p. 175–180. Bad Berka 2014.
- Eingefangene Vergangenheit. Streiflichter aus der Berliner Wissenschaftsgeschichte – Akademie und Universität. Abhandlungen der Leibniz-Sozietät der Wissenschaften zu Berlin, Band 38, 308 S. trafo Wissenschaftsverlag Dr Wolfgang Weist, Berlin 2015,  (ISBN 978-3-86464-071-1).
- Über das wissenschaftliche Werk von Friedrich Herneck (de). In: Andreas Wessel, Dieter B. Herrmann, Karl-Friedrich Wessel (de) (éd.): Friedrich Herneck. Ein Leben in Suche nach Wahrheit. Berliner Studien zur Wissenschaftsphilosophie und Humanontogenetik, vol 32, p. 85–103. Logos, Berlin 2016,  (ISBN 978-3-8325-4147-7).
- Alma mater lipsiensis – Impressionen von Studium und wissenschaftlichem Leben an der Karl-Marx-Universität Leipzig in den 1950/60er Jahren. (zusammen mit Karl-Heinz Bernhardt), p. 235–240. In: Frank Fuchs-Kittowski (de) ; Werner Kriesel (de) (éd.): Informatik und Gesellschaft. Festschrift zum 80. Geburtstag von Klaus Fuchs-Kittowski. Peter Lang Internationaler Verlag der Wissenschaften - PL Academic Research, Frankfurt a. M.; Bern; Bruxelles; New York; Oxford; Varsovie; Vienne 2016,  (ISBN 978-3-631-66719-4) (Print),  (ISBN 978-3-653-06277-9) (E-Book).
- Hans Reichardt (1908-1991). In: Nuncius Hamburgensis Band 36, Festschrift - Proceedings of the Scriba Memorial Meeting, Wiss. Koll. der Fachgruppen Geschichte der Mathematik in der Deutschen Mathematiker-Vereinigung (DMV) und der Gesellschaft für Didaktik (GDM), éd. Gudrun Wolfschmidt, Hambourg: édition 2017, p. 468–479.